# مرکز سنگینی سراسری
مرکز سنگینی سراسری (به انگلیسی: Barycenter) مرکز جرم دو یا چند جسم آسمانی در حال چرخش به دور یکدیگر است و آن نقطه‌ای است که این اجرام به دور آن می‌گردند. تصور کلی این مفهوم در اخترشناسی و اخترفیزیک اهمیت. کاربرد زیادی دارد. فاصله از مرکز جرم یک جسم آسمانی تا مرکز سنگینی سراسری را می‌توان را می‌توان همانند و به عنوان یک مسئله دو جسم محاسبه کرد.

جابجایی مرکز سنگینی سراسری منظومهٔ شمسی نسبت به خورشید

هرگاه یکی از دو جسم آسمانی به‌طور قابل توجهی سنگین‌تر از دیگری و فاصله بین آن دو نسبتاً نزدیک باشد، مرکز سنگینی سراسری معمولاً درون جسم سنگین تر قرار می‌گیرد. در این صورت به نظر خواهد رسید جسم کوچک‌تر به دور جسم بزرگ‌تر می‌چرخد و جسم بزرگتر صرفاً کمی تلو تلو دیده می‌خورد. در سامانهٔ زمین و ماه که مصداقی از این حالت است، مرکز سنگینی سراسری داخل زمین و به‌طور متوسط در ۴۶۷۰ کیلومتری (معادل ۷۵ درصد شعاع) از مرکز آن قرار گرفته است.
هنگامی که جرم دو جسم برابر یا نزدیک به هم است، مرکز سنگینی سراسری آن‌ها عموماً در مکانی میان آن دو قرار دارد و هر دو جسم در مداری پیرامون آن مرکز می‌گردند. سامانهٔ پلوتو و کارون و بسیاری از سیارک‌ها دوتایی و ستاره‌های دوتایی نمونه‌های از این شرایط هستند.
در صورتی که جسم کوچک‌تر بسیار دو تر از جسم بزرگ‌تر باشد، مرکز سنگینی سراسری به بیرون از جسم بزرگ‌تر کشیده می‌شود. در مورد مشتری و خورشید، با وجود تفاوت هزار برابری جرمی آن‌ها، با توجه به وجود فاصلهٔ نسبتاً زیاد، مرکز سنگینی سراسری آن‌ها اندکی بیرون از جسم بزرگ‌تر (خورشید) و در جایی بین آن دو قرار دارد.
در ستاره‌شناسی، مختصات مرکز سنگینی سراسری، مختصاتی غیر دوار با مبدئی در مرکز سنگینی سراسری دو جسم یا بیشتر است. سامانه بین‌المللی مرجع آسمانی یک سامانه مختصات مرکز سنگینی سراسری بر اساس مرکز سنگینی سراسری منظومهٔ شمسی است.

## مسئله دو جسم
مرکز سنگینی سراسری یکی از کانون‌های مدار بیضوی هر جسم آسمانی است. اگر a فاصله مرکز دو جسم و r1 نصف قطر بزرگ مدار بیضوی جسم بزرگ‌تر دور مرکز سنگینی سراسری باشد، r2 = a − r1 نصف قطر بزرگ مدار بیضوی جسم کوچک‌تر است.
اگر r1 فاصله جسم اول با مرکز سنگینی سراسری، a فاصله مرکز دو جسم و m1 و m2 جرم دو جسم باشد آنگاه:
{\displaystyle r_{1}=a\cdot {\frac {m_{2}}{m_{1}+m_{2}}}={\frac {a}{1+{\frac {m_{1}}{m_{2}}}}}}
جدول زیر نمونه‌هایی از منظومه شمسی هستند:
| ج بزرگ | m1 (جرم زمین) | ج کوچک | m2 (جرم زمین) | a (ک‌م)      | r1 (ک‌م) | R1 (ک‌م) | r1/R1    |
| ------ | ------------- | ------ | ------------- | ----------- | ------- | ------- | -------- |
| زمین   | ۱             | ماه    | ۰٫۰۱۲۳        | ۳۸۴٬۰۰۰     | ۴٬۶۷۰   | ۶٬۳۸۰   | ۰٫۷۳۲    |
| پلوتون | ۰٫۰۰۲۱        | کارون  | ۰٫۰۰۰۲۵۴      | ۱۹٬۶۰۰      | ۲٬۱۱۰   | ۱٬۱۵۰   | ۱٫۸۳     |
| خورشید | ۳۳۳٬۰۰۰       | زمین   | ۱             | ۱۵۰٬۰۰۰٬۰۰۰ | ۴۴۹     | ۶۹۶٬۰۰۰ | ۰٫۰۰۰۶۴۶ |
| خورشید | ۳۳۳٬۰۰۰       | مشتری  | ۳۱۸           | ۷۷۸٬۰۰۰٬۰۰۰ | ۷۴۲٬۰۰۰ | ۶۹۶٬۰۰۰ | ۱٫۰۷     |
فواصل فوق بر مبنای میانگین فاصله جسم با خورشید محاسبه شده‌اند در حالیکه تمامی مدارهای اجسام آسمانی به شکل بیضوی است که باعث اوج و حضیض می در این فاصله می‌گردد. از این رو محل مرکز سنگینی سراسری همواره در حال تغییر است و در سامانه‌های مختلف در زمان‌های متفاوت می‌تواند درون یا بیرون جسم بزرگ‌تر باشد.
برای محاسبه حرکت خورشید تنها کافی است حرکت چهار سیاره غول پیکر (مشتری، زحل، اورانوس و نپتون) را در نظر گرفت و از مابقی سیارات، سیارک‌ها و سایر اجسام صرف نظر کرد. اگر این چهار سیاره غول پیکر در یک خط در یک طرف خورشید قرار بگیرند، مرکز سنگینی سراسری جایی در فاصله ۱٫۱۷ برابری شعاع خورشید از مرکز آن یا به عباری ۸۱۰ هزار کیلومتری سطح آن قرار خواهد گرفت.

## نگارخانه
این تصاویر صرفاً نمایشی هستند و قصد شبیه‌سازی ندارند:

(مشابه بسیاری از سامانه ستاره‌های دوگانه)
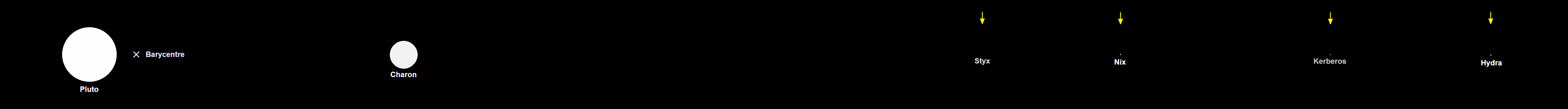

- چرخش دو جسم هم جرم به دور یک مرکز سنگینی سراسری مشترک
(مشابه سامانه آنتیوپ ۹۰)
- چرخش دو جسم با تفاوت جرمی به دور یک مرکز سنگینی سراسری مشترک بیرون از هر دو
(مشابه سامانه پلوتون و کارون)
- چرخش دو جسم با تفاوت عمده در جرم به دور یک مرکز سنگینی سراسری مشترک درون جسم بزرگ تر
(مشابه سامانه زمین و ماه)
- چرخش دو جسم با تفاوت بسیار شدید در جرم دور یک مرکز سنگینی سراسری مشترک درون جسم بزرگ تر
(مشابه سامانه خورشید و زمین)
- چرخش دو جسم هم جرم با مدار بیضوی به دور یک مرکز سنگینی سراسری مشترک بیرون از هر دو)
(مشابه بسیاری از سامانه ستاره‌های دوگانه)
- مدلی از سامانه پلوتون و پنج قمر آن و مرکز سنگینی سراسری مشترک آن ها
- نمای جانبی از یک ستاره در حال گردش به مرکز سنگینی سراسری در یک سامانه سیاره‌ای